# Lista de prefeitos de Goiana
Esta é a lista de prefeitos do município de Goiana, estado brasileiro de Pernambuco
Em Goiana, o Poder Executivo é representado pelo prefeito e gabinete de secretários, em conformidade ao modelo proposto pela Constituição Federal. O Poder Legislativo é constituído à câmara, composta por 10 vereadores eleitos para mandatos de quatro anos (em observância ao disposto no artigo 29 da Constituição). Cabe à casa elaborar e votar leis fundamentais à administração e ao Executivo, especialmente o orçamento participativo (Lei de Diretrizes Orçamentárias). Conquanto seja o poder de veto assegurado ao prefeito, o processo de votação das leis que se lhe opõem costuma gerar conflitos entre Executivo e Legislativo. O Poder Judiciário, cuja instância máxima é o Supremo Tribunal Federal, por sua vez é responsável por interpretar a Constituição Federal. O município de Goiana, não possui assim, constituições próprias, em vez disso possui leis orgânicas. O prédio da Prefeitura chama-se Paço Municipal Heroínas de Tejucupapo.
| Nº | Nome                                       | Imagem                | Partido               | Início do mandato       | Fim do mandato                                          | Observações                                                                         |
| 1  | Belarmino Corrêa de Oliveira               |                       | PMB                   | 27 de novembro de 1893  | 27 de maio de 1896                                      | Intendente                                                                          |
| 2  | Elpídio Figueredo de Abreu e Lima          |                       | PMB                   | 28 de maio de 1896      | 27 de novembro de 1898                                  | Intendente                                                                          |
| 3  | Luis Correia de Brito                      |                       | PMB                   | 28 de novembro de 1898  | 17 de abril de 1902                                     | Intendente                                                                          |
| 4  | Methódio Romano de Albuquerque Maranhão    |                       | PMB                   | 18 de abril de 1902     | 15 de agosto de 1906                                    | Intendente                                                                          |
| 5  | João Gonçalves de Azevedo                  |                       | PMB                   | 16 de agosto de 1906    | 15 de março de 1910                                     | Intendente                                                                          |
| 6  | José da Cunha Rabelo                       |                       | PRC                   | 16 de março de 1910     | 9 de abril de 1914                                      | Intendente                                                                          |
| 7  | Manuel Antônio Pereira Borba               |                       | PRC                   | 10 de abril de 1914     | 10 de abril de 1914                                     | Eleito mas não assumiu, pois era Deputado Federal                                   |
| 8  | Ângelo Jordão de Vasconcelos               |                       | PRC                   | 10 de abril de 1914     | 2 de junho de 1915                                      | Intendente interino                                                                 |
| 9  | Belarmino Corrêa de Oliveira               |                       | PRC                   | 3 de junho de 1915      | 14 de novembro de 1916                                  | Intendente                                                                          |
| 10 | Ângelo Jordão de Vasconcelos               |                       | PRC                   | 15 de novembro de 1916  | 18 de janeiro de 1919                                   | Intendente                                                                          |
| 11 | José Pinto de Abreu                        |                       | PRC                   | 19 de janeiro de 1919   | 31 de maio de 1922                                      | Intendente                                                                          |
| 12 | José Henrique César de Albuquerque         |                       | PRC                   | 1º de junho de 1922     | 31 de março de 1925                                     | Intendente                                                                          |
| 13 | Seraphim Luiz Pessoa de Melo               |                       | PRC                   | 1º de abril de 1925     | 29 de novembro de 1928                                  | Intendente                                                                          |
| 14 | Clóvis Fontenelle Guimarães                |                       | PRC                   | 30 de novembro de 1928  | 13 de dezembro de 1929                                  | Intendente                                                                          |
| 15 | Seraphim Luis Pessoa de Melo               |                       | PRC                   | 14 de dezembro de 1929  | 17 de dezembro de 1930                                  | Intendente                                                                          |
| 16 | Antônio Gonçalves Raposo                   |                       | PPR                   | 18 de dezembro de 1930  | 15 de outubro de 1931                                   | Prefeito nomeado pelo Interventor Estadual                                          |
| 17 | José Pinto de Abreu                        |                       | PPR                   | 16 de outubro de 1931   | 4 de fevereiro de 1936                                  | Prefeito nomeado pelo Interventor Estadual                                          |
| 18 | Benigno Pessoa de Araújo                   |                       | PPR                   | 5 de fevereiro de 1936  | 9 de dezembro de 1937                                   | Prefeito eleito                                                                     |
| 19 | José Pinto de Abreu                        |                       | PPR                   | 10 de dezembro de 1937  | 16 de fevereiro de 1938                                 | Prefeito nomeado pelo Interventor Estadual                                          |
| 20 | Otávio Pinto                               |                       | PPR                   | 16 de fevereiro de 1938 | 2 de janeiro de 1943                                    | Prefeito nomeado pelo Interventor Estadual                                          |
| 21 | João de Souza Leão Wanderley               |                       | PPR                   | 2 de janeiro de 1943    | 30 de julho de 1945                                     | Prefeito nomeado pelo Interventor Estadual                                          |
| 22 | Joaquim Alves de Vasconcelos               |                       | PPR                   | 30 de julho de 1945     | 7 de agosto de 1947                                     | Prefeito nomeado                                                                    |
| 23 | José Pinto de Abreu                        |                       | PPR                   | 7 de agosto de 1947     | 30 de janeiro de 1948                                   | Prefeito nomeado                                                                    |
| 24 | Lauro Raposo                               |                       | UDN                   | 31 de janeiro de 1948   | 30 de janeiro de 1951                                   | Prefeito eleito em sufrágio universal                                               |
| 25 | Benigno Pessoa Araújo                      |                       | PSD                   | 31 de janeiro de 1951   | 30 de janeiro de 1955                                   | Prefeito eleito em sufrágio universal                                               |
| 26 | Lourenço de Albuquerque Gadelha            |                       | PTB                   | 31 de janeiro de 1955   | 30 de janeiro de 1959                                   | Prefeito eleito em sufrágio universal                                               |
| 27 | Eusébio Martins dos Santos                 |                       | PTB                   | 31 de janeiro de 1959   | 30 de janeiro de 1963                                   | Prefeito eleito em sufrágio universal                                               |
| 28 | Lourenço de Albuquerque Gadelha            |                       | UDN                   | 31 de janeiro de 1963   | 30 de janeiro de 1968                                   | Prefeito eleito em sufrágio universal                                               |
| 29 | Modestino de Arruda Fontes, Frei Tarcísio  |                       | MDB                   | 31 de janeiro de 1968   | 11 de outubro de 1969                                   | Prefeito eleito em sufrágio universal                                               |
| 30 | Hélio José de Albuquerque Melo             |                       | ARENA                 | 12 de outubro de 1969   | 30 de janeiro de 1973                                   | Interventor Federal                                                                 |
| 31 | Waldemar Lopes de Lima                     |                       | MDB                   | 31 de janeiro de 1973   | 4 de abril de 1976                                      | Prefeito eleito em sufrágio universal                                               |
| 32 | José Porto Melo                            |                       | ARENA                 | 5 de abril de 1976      | 31 de janeiro de 1977                                   | Interventor Estadual                                                                |
| 33 | Osvaldo Rabelo Filho                       |                       | ARENA                 | 1° de fevereiro de 1977 | 31 de janeiro de 1983                                   | Prefeito eleito em sufrágio universal                                               |
| 34 | Harlan de Albuquerque Gadelha              |                       | PMDB                  | 1° de fevereiro de 1983 | 31 de dezembro de 1988                                  | Prefeito eleito em sufrágio universal                                               |
| 35 | Osvaldo Rabelo Filho                       |                       | PTB                   | 1° de janeiro de 1988   | 16 de novembro de 1990                                  | Prefeito eleito em sufrágio universal                                               |
| 36 | Antônio Carlos Correia de Souza            |                       | PFL                   | 17 de novembro de 1990  | 31 de dezembro de 1992                                  | Vice-prefeito eleito no cargo de prefeito                                           |
| 37 | José Roberto Tavares Gadelha               |                       | PDT                   | 1° de janeiro de 1993   | 31 de dezembro de 1996                                  | Prefeito eleito em sufrágio universal                                               |
| 38 | Osvaldo Rabelo Filho                       |                       | PFL                   | 1° de janeiro de 1997   | 31 de dezembro de 2000                                  | Prefeito eleito em sufrágio universal                                               |
| 39 | Edval Félix Soares                         |                       | PTB                   | 1° de janeiro de 2001   | 31 de dezembro de 2004                                  | Prefeito eleito em sufrágio universal                                               |
| 40 | José Roberto Tavares Gadelha, Beto Gadelha |                       | PSDB                  | 1º de janeiro de 2005   | 2 de junho de 2006                                      | Prefeito eleito em sufrágio universal que teve cassado o mandato por decisão do TSE |
| 41 | Henrique Fenelon de Barros Filho           |                       | PCdoB                 | 3 de junho de 2006      | 21 de julho de 2006                                     | Presidente da Câmara Municipal                                                      |
| 41 | Henrique Fenelon de Barros Filho           | 22 de julho de 2006   | PCdoB                 | 31 de dezembro de 2008  | Prefeito eleito em eleições suplementares de 16.07.2006 |                                                                                     |
| 41 | Henrique Fenelon de Barros Filho           | 1º de janeiro de 2009 | PCdoB                 | 31 de dezembro de 2012  | Prefeito reeleito em sufrágio universal                 |                                                                                     |
| 42 | Frederico Gadêlha Malta de Moura Jr., Fred |                       | PTB                   | 1º de janeiro de 2013   | 31 de dezembro de 2016                                  | Prefeito eleito em sufrágio universal                                               |
| 43 | Osvaldo Rabelo Filho, Osvaldinho           |                       | PMDB                  | 1º de janeiro de 2017   | 31 de dezembro de 2019                                  | Prefeito eleito em sufrágio universal                                               |
| 44 | Eduardo Honório Carneiro, Eduardo Honório  |                       | PSL                   | 1º de janeiro de 2020   | 31 de dezembro de 2024                                  | Prefeito eleito em sufrágio universal                                               |
| 44 | Eduardo Honório Carneiro, Eduardo Honório  | UNIÃO                 | 1° de janeiro de 2025 | Atualidade              | Prefeito reeleito em sufrágio universal                 |                                                                                     |